# I (album Meshuggah)
I – jednoutworowy minialbum zespołu Meshuggah. Album zawiera 21. minutową suitę która, w przeciwieństwie do albumu Catch Thirtythree który jest jednym utworem podzielonym na 13 ścieżek, nie został podzielony. Okładka albumu ukazuje oko (ang. "eye") które w języku angielskim czyta się tak samo jak literę "I".

## Lista utworów
Opracowano na podstawie materiału źródłowego.
| Nr | Tytuł utworu | Słowa           | Muzyka                          | Długość |
| -- | ------------ | --------------- | ------------------------------- | ------- |
| 1. | „I”          | Mårten Hagström | Tomas Haake, Fredrik Thordendal | 21:00   |
|    |              |                 |                                 | 21:00   |

## Twórcy
Opracowano na podstawie materiału źródłowego.
- Tomas Haake – perkusja
- Mårten Hagström – gitara
- Jens Kidman – wokal
- Fredrik Thordendal – gitara, gitara basowa